# Stora Frisktjärnen
Stora Frisktjärnen är en sjö i Köpings kommun i Västmanland och ingår i Norrströms huvudavrinningsområde.